# 伊佐 (宜野湾市)
伊佐（いさ）は、沖縄県宜野湾市の地名。郵便番号は901-2221。

## 地理
宜野湾市北西部に位置し、北谷町との境界線を有している。北で北谷町北前、東で喜友名、南で大山と接する。

## 交通

### 道路
- 国道58号
- 国道58号宜野湾バイパス
- 県道81号

### バス
- 20番 （名護西線） 琉球バス交通・沖縄バス
- 23番 （具志川線） 琉球バス交通
- 28番 （読谷（楚辺）線） 琉球バス交通・沖縄バス（一部コンベンションセンター経由あり）
- 29番 （読谷（喜名）線） 琉球バス交通・沖縄バス
- 31番 （泡瀬西線） 東陽バス
- 63番 （謝苅線） 琉球バス交通
- 77番 （名護東（辺野古）線） 沖縄バス
- 120番 （名護西空港線） 琉球バス交通・沖縄バス
- 223番 （具志川おもろまち線） 琉球バス交通
- 228番 （読谷おもろまち線） 琉球バス交通・沖縄バス
- 263番 （謝苅おもろまち線） 琉球バス交通

## 施設
- 那覇地方法務局宜野湾出張所
- 沖縄県下水道管理事務所
- 伊佐区公民館
- 伊佐郵便局
- 伊利原市営住宅
- 伊佐市営住宅
- 伊佐児童公園
- 伊佐第二児童公園
- JAおきなわ伊佐支店